# Амстердам-Центральний
52°22′44″ пн. ш. 4°54′01″ сх. д. / 52.37895° пн. ш. 4.90016° сх. д.
Амстердам-Центральний (нід. Station Amsterdam Centraal) — найбільша залізнична станція в Амстердамі, Північна Голландія, Нідерланди. Великий міжнародний залізничний вузол, має пасажирообіг 192 000 пасажирів на день, що робить його другою за завантаженістю залізничною станцією в країні після Утрехт-Центральний.

Національні та міжнародні залізничні послуги на станції надаються Nederlandse Spoorwegen, основним залізничним оператором у Нідерландах. 
Амстердам-Центральний є північною кінцевою станцією маршрутів 51, 53, 54 і зупинки 52 Амстердамського метро, які обслуговує оператор муніципального громадського транспорту GVB. 
Станцію також обслуговує кілька трамвайних та поромних маршрутів GVB, а також місцеві та регіональні автобусні маршрути GVB, Connexxion та Егед.
Центральний вокзал Амстердама був спроєктований голландським архітектором Пітером Кейперсом і відкритий у 1889 році. 
Має готичну будівлю вокзалу в стилі неоренесансу

та чавунний дах над платформами.
Станція має другу за довжиною залізничну платформу в Нідерландах завдовжки 695 м. 
Через цю довжину кожна платформа може обслуговувати два поїзди, причому один вирушає з боку «а» платформи, а інший — з боку «b».
Станція має 6 платформ та 15 залізничних колій. 

## Опис

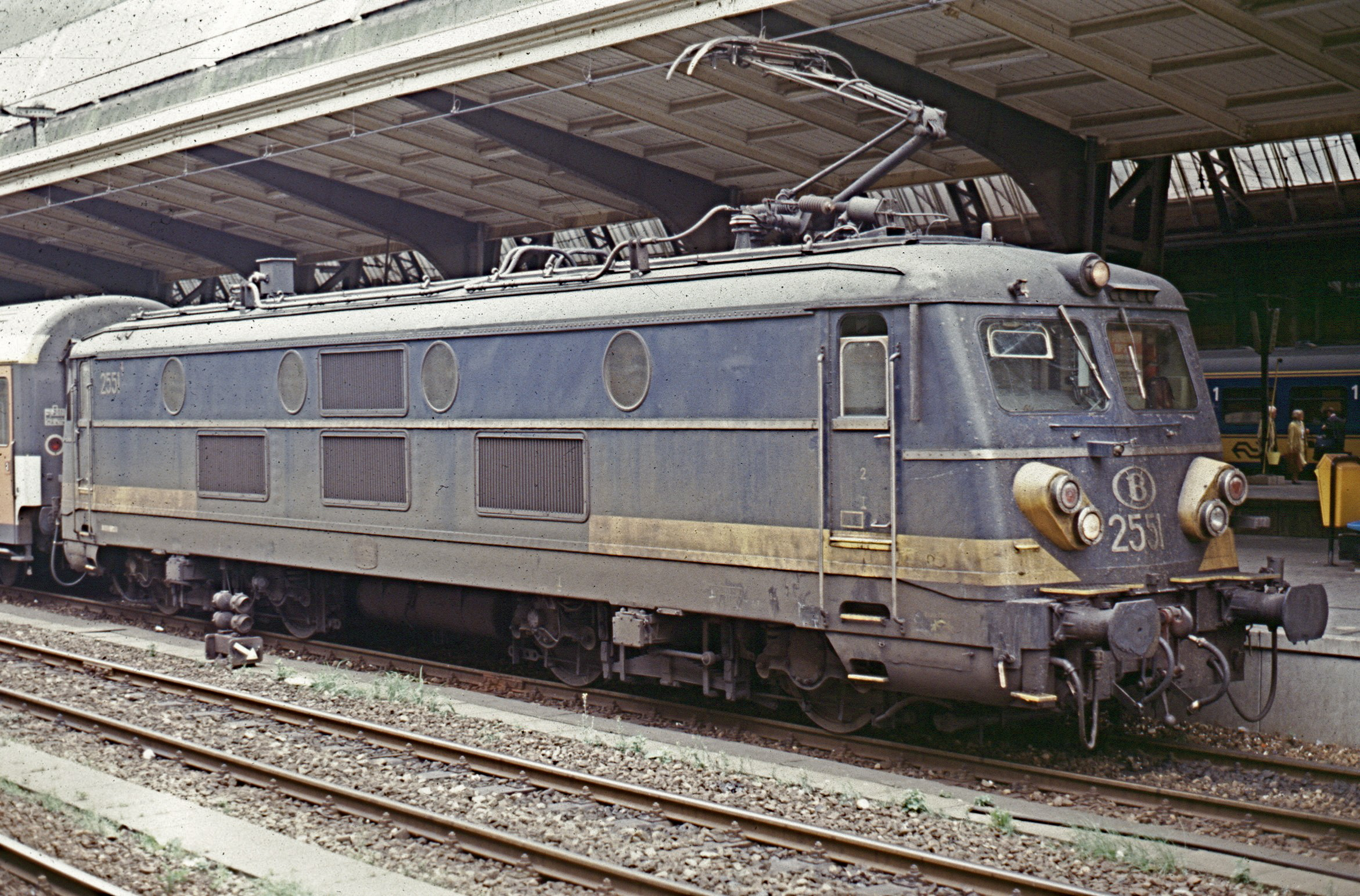
Бельгійський багатосистемний локомотив на Амстердам-Центральний (1991)

Амстердам-Центральний — одна із найважливіших залізничних станцій далекого прямування Нідерландів, зупинкою для високошвидкісних поїздів Eurostar, ICE International і Thalys.
Потяги що належать Deutsche Bahn, SNCF та NMBS/SNCB сполучають Амстердам-Центральний з великими європейськими містами: Парижем, Брюсселем, Лондоном, Антверпеном, Берліном, Кельном, Копенгагеном, Франкфуртом-на-Майні, Мюнхеном, Базелем і Віднем. 

### Вокзал
У 1875 році архітектору Пітеру Кейперсу та інженеру ван Гендту було доручено спроєктувати вокзал. 
Його збудовано з червоної цегли з оздобленням натуральним каменем і виконано в стилі неоренесансу. 
Злегка виступаючий головний вхід був навмисно спроєктований Кейперсом як «міські ворота» з двома вежами, створюючи у мандрівників враження, ніби вони в’їжджають у місто через «ворота». 
Прикраси на вежах показують сцени з торгівлі, промисловості та судноплавства того часу. 

На фронтоні зображено імперський герб між двома левами. 
Серед них чотирнадцять гербів міст, у тому числі Берліна, Санкт-Петербурга та Парижа, до яких на той час можна було дістатися залізницею.
На східній стороні знаходиться «Koningspaviljoen» (Королівський павільйон), кімната принца, прикрашена Георгом Штурмом. 
Шляхетні пасажири могли проїхати всередину в кареті через широкі ворота. 
Навпроти головного залізничного вокзалу знаходиться Smits Koffiehuis, заснований у 1911 році. 
Він був демонтований у 1972 році через будівництво амстердамського метро, частково були збережені та перебудовані в 1980 році зі старими компонентами. 
Окрім кав’ярні, тут також є туристичний офіс VVV-Kantoor (VVV). 

Попри те, що проєктував станцію архітектор Пітер Кейперс, два великих платформних зали були спроєктовані інженером залізничного транспорту Л. Дж. Еймером. 
Перший зал з боку міста був завершений в 1889 році, вужчий і довший зал з боку IJ (з боку води) був завершений в 1922 році. 
Зони платформ, які залишалися відкритими між двома залами, були перекриті лише в 1996 році за проєктом Яна Гарвелінка.

### Історія
Амстердам-Центральний був побудований на трьох штучних островах і стоїть на приблизно 9000 палях через піщаний вологий ґрунт. 
Залізнична станція була відкрита 15 жовтня 1889 року замість станцій «Віллемспорт» і «Вестердок». 

У 1889 р. станція приймала 194 потяги щодня, в 1904 р. — 404, а в 1980-х роках — 1000 потягів. 
З 1904 року площа перед залізничним вокзалом стала головним вузлом громадського транспорту. 
Спочатку на вокзалі були спеціальні зали очікування для королівської родини та іноземних мандрівників, а також офіси для службовців залізниці. 

З 1997 року вокзал був перебудований і реконструйований, а також побудована станція метро лінії Північ/Південь.
Серед найвідоміших потягів, що курсували з центру Амстердама, були потяги класу люкс Riviera-Express, Rheingold, Edelweiss, Étoile du Nord і L'Oiseau bleu, деякі з яких пізніше були перетворені на поїзди Trans Europ Express. 
З 2018 року Eurostar продовжує цю традицію та сполучає Амстердам із Лондон-Сент-Панкрас. 
Спочатку як пряме сполучення пропонувався лише напрямок Лондон — Амстердам, а з 30 квітня 2020 року також у зворотному напрямку. 